# هندریک استاروستزیک
هندریک استاروستزیک (انگلیسی: Hendrik Starostzik؛ زادهٔ ۲۸ مارس ۱۹۹۱) بازیکن فوتبال اهل آلمان است.
از باشگاه‌هایی که در آن بازی کرده‌است می‌توان به باشگاه فوتبال پادربورن و باشگاه فوتبال دینامو درسدن اشاره کرد.